# 630-Meter-Band
Als 630-Meter-Band bezeichnet man den Frequenzbereich von 472 kHz bis 479 kHz. Es liegt im Mittelwellenspektrum. Der Name leitet sich von der Wellenlänge dieses Frequenzbereiches ab.

## Ausbreitungsbedingungen
Nach Sonnenuntergang sind Reichweiten von mehreren tausend Kilometer möglich, da die D-Schicht der Ionosphäre vollständig verschwunden ist und nun eine Reflexion im unteren Bereich der F-Schicht stattfindet. Die nahe der Erdoberfläche gelegene D-Schicht dämpft die Raumwellen am Tage, wodurch geringere Reichweiten erzielt werden.

## 630-Meter-Amateurband
Die Weltfunkkonferenz 2012 (WRC-12) hat dem Amateurfunkdienst ab dem 1. Januar 2013 den Frequenzbereich 472–479 kHz weltweit mit Sekundärstatus zugewiesen. Das 630-Meter-Band ist damit – nach dem 160-Meter-Band – das zweite Amateurfunkband im Mittelwellenbereich. Die Internationale Seeschifffahrts-Organisation (IMO) hatte sich zuvor gegen eine solche Zuweisung ausgesprochen, weil sie schädliche Störungen existierender und zukünftiger Funksysteme des mobilen Seefunkdienstes befürchtet.
Die Implementierung auf nationaler Ebene für Deutschland durch Anpassung der AFuV ist von der Bundesnetzagentur geplant. Mit dem Amtsblatt Nr. 11/2012 vom 13. Juni 2012 wurde im Vorgriff ab sofort die Duldung der Nutzung durch Funkamateure der Klasse A mit einer maximalen Strahlungsleistung von 1 W ERP erklärt.

### Bandplan
Der Amateurfunk-Bandplan sieht wie folgt aus (vorläufig):
| Frequenzbereich | max. Bandbreite | Nutzung                 | Bemerkung                             |
| --------------- | --------------- | ----------------------- | ------------------------------------- |
| 472–479 kHz     | 0800 Hz         | Schmalbandbetriebsarten | 1 W ERP – Rücksicht auf andere Nutzer |